# Miguel Almirón
Miguel Ángel Almirón Rejala (Asunción, 10 februari 1994) is een Paraguayaans voetballer die doorgaans speelt als middenvelder. In januari 2025 verruilde hij Newcastle United voor Atlanta United. Almirón maakte in 2015 zijn debuut in het Paraguayaans voetbalelftal.

## Clubcarrière
Almirón speelde in de jeugdopleiding van Cerro Porteño en brak uiteindelijk ook door bij die club. Op 10 maart 2013 maakte de middenvelder zijn debuut in het eerste elftal toen met 0–1 verloren werd van Deportivo Capiatá. Almirón begon als wisselspeler aan de wedstrijd en mocht van coach Francisco Arce na vierenzeventig minuten invallen. Medio 2015 verkaste de Paraguayaan naar Lanús. Bij de Argentijnse club zou hij uiteindelijk vijfendertig competitiewedstrijden spelen.
Voor afgaand aan 2017 nam Atlanta United Almirón over voor circa zevenenhalf miljoen euro. Zijn eerste seizoen leverde negen treffers in eenendertig duels op en de Paraguayaans international werd verkozen tot beste nieuwe speler in de competitie. Almirón zou in zijn tweede seizoen tot dertien competitiedoelpunten komen en hij zorgde mede voor een landstitel voor Atlanta United.
In januari 2019 verkaste Almirón voor circa vierentwintig miljoen euro naar Newcastle United, waar hij zijn handtekening zette onder een verbintenis voor de duur van vijfenhalf jaar. Hij werd hiermee de duurste speler uit de geschiedenis van Newcastle. Zijn eerste doelpunt volgde op 21 december, na 2.192 speelminuten, bijna elf maanden en zevenentwintig wedstrijden. In februari 2023 werd de verbintenis van Almirón, op dat moment clubtopscorer van Newcastle, opengebroken en verlengd tot medio 2026.
Tijdens het seizoen 2024/25 verloor Almirón zijn basisplaats bij Newcastle United en in de eerste helft van die jaargang speelde hij negen competitiewedstrijden, waarvan slechts één als basisspeler. Hierop keerde hij in de winterstop terug naar Atlanta United, waar hij een contract voor drie seizoenen tekende. De Amerikaanse club betaalde circa negenenhalf miljoen euro voor zijn terugkeer.

## Clubstatistieken
| Seizoen | Club             | Competitie          | Competitie | Competitie | Beker | Beker | Internationaal | Internationaal | Totaal | Totaal |
| Seizoen | Club             | Competitie          | Wed.       | Dlp.       | Wed.  | Dlp.  | Wed.           | Dlp.           | Wed.   | Dlp.   |
| ------- | ---------------- | ------------------- | ---------- | ---------- | ----- | ----- | -------------- | -------------- | ------ | ------ |
| 2013    | Cerro Porteño    | Liga Paraguaya      | 6          | 1          | 0     | 0     | 0              | 0              | 6      | 1      |
| 2014    | Cerro Porteño    | Liga Paraguaya      | 14         | 0          | 0     | 0     | 1              | 0              | 15     | 0      |
| 2015    | Cerro Porteño    | Liga Paraguaya      | 19         | 5          | 0     | 0     | 1              | 0              | 20     | 5      |
| 2015    | Lanús            | Primera División    | 10         | 0          | 1     | 0     | 3              | 1              | 14     | 1      |
| 2016    | Lanús            | Primera División    | 13         | 3          | 0     | 0     | 2              | 0              | 15     | 3      |
| 2016/17 | Lanús            | Primera División    | 12         | 0          | 4     | 0     | —              | —              | 16     | 0      |
| 2017    | Atlanta United   | Major League Soccer | 31         | 9          | 1     | 0     | —              | —              | 32     | 9      |
| 2018    | Atlanta United   | Major League Soccer | 37         | 13         | 1     | 0     | —              | —              | 38     | 13     |
| 2018/19 | Newcastle United | Premier League      | 10         | 0          | 0     | 0     | —              | —              | 10     | 0      |
| 2019/20 | Newcastle United | Premier League      | 36         | 4          | 6     | 4     | —              | —              | 42     | 8      |
| 2020/21 | Newcastle United | Premier League      | 34         | 4          | 5     | 1     | —              | —              | 39     | 5      |
| 2021/22 | Newcastle United | Premier League      | 30         | 1          | 2     | 0     | —              | —              | 32     | 1      |
| 2022/23 | Newcastle United | Premier League      | 34         | 11         | 7     | 0     | —              | —              | 41     | 11     |
| 2023/24 | Newcastle United | Premier League      | 33         | 3          | 6     | 1     | 6              | 1              | 45     | 5      |
| 2024/25 | Newcastle United | Premier League      | 9          | 0          | 5     | 0     | —              | —              | 14     | 0      |
| 2025    | Atlanta United   | Major League Soccer | 0          | 0          | 0     | 0     | —              | —              | 0      | 0      |
| Totaal  | Totaal           | Totaal              | 328        | 54         | 38    | 6     | 13             | 2              | 379    | 62     |

Bijgewerkt op 7 februari 2025.

## Interlandcarrière
Almirón maakte op 5 september 2015 zijn debuut in het Paraguayaans voetbalelftal, toen in een vriendschappelijke wedstrijd met 3–2 werd verloren van Chili. Felipe Gutiérrez scoorde twee keer en ook Alexis Sánchez kwam tot een doelpunt. De Paraguayaanse tegentreffers waren van Jonathan Fabbro en Jorge Benítez. Almirón moest van bondscoach Ramón Díaz op de bank starten. Hij mocht negen minuten voor tijd invallen voor Fabbro. De andere debutant in dit duel was Juan Patiño. Almirón nam met Paraguay deel aan de Copa América 2016, de Copa América 2019 en de Copa América 2021.
De middenvelder werd in juni 2024 door bondscoach Daniel Garnero opgenomen in de Paraguayaanse selectie voor de Copa América 2024. In de groepsfase werd verloren van Colombia (2–1), Brazilië (1–4) en Costa Rica (2–1), waardoor Paraguay laatste werd. Almirón speelde in alle wedstrijden mee. Zijn toenmalige clubgenoot Bruno Guimarães (Brazilië) was ook actief op het toernooi.
| Interlands van Miguel Almirón voor Paraguay | Interlands van Miguel Almirón voor Paraguay | Interlands van Miguel Almirón voor Paraguay | Interlands van Miguel Almirón voor Paraguay | Interlands van Miguel Almirón voor Paraguay | Interlands van Miguel Almirón voor Paraguay |
| №                                           | Datum                                       | Wedstrijd                                   | Uitslag                                     | Competitie                                  | Goals                                       |
| Als speler bij Lanús                        | Als speler bij Lanús                        | Als speler bij Lanús                        | Als speler bij Lanús                        | Als speler bij Lanús                        | Als speler bij Lanús                        |
| ------------------------------------------- | ------------------------------------------- | ------------------------------------------- | ------------------------------------------- | ------------------------------------------- | ------------------------------------------- |
| 1                                           | 5 september 2015                            | Chili – Paraguay                            | 3 – 2                                       | Vriendschappelijk                           |                                             |
| 2                                           | 7 juni 2016                                 | Colombia – Paraguay                         | 2 – 1                                       | Copa América 2016                           |                                             |
| 3                                           | 11 juni 2016                                | Verenigde Staten – Paraguay                 | 1 – 0                                       | Copa América 2016                           |                                             |
| 4                                           | 1 september 2016                            | Paraguay – Chili                            | 2 – 1                                       | WK 2018 kwalificatie                        |                                             |
| 5                                           | 6 september 2016                            | Uruguay – Paraguay                          | 4 – 0                                       | WK 2018 kwalificatie                        |                                             |
| 6                                           | 11 oktober 2016                             | Argentinië – Paraguay                       | 0 – 1                                       | WK 2018 kwalificatie                        |                                             |
| 7                                           | 10 november 2016                            | Paraguay – Peru                             | 1 – 4                                       | WK 2018 kwalificatie                        |                                             |
| Als speler bij Atlanta United               |                                             |                                             |                                             |                                             |                                             |
| 8                                           | 23 maart 2017                               | Paraguay – Ecuador                          | 2 – 1                                       | WK 2018 kwalificatie                        |                                             |
| 9                                           | 28 maart 2017                               | Brazilië – Paraguay                         | 3 – 0                                       | WK 2018 kwalificatie                        |                                             |
| 10                                          | 8 juni 2017                                 | Peru – Paraguay                             | 1 – 0                                       | Vriendschappelijk                           |                                             |
| 11                                          | 31 augustus 2017                            | Chili – Paraguay                            | 0 – 3                                       | WK 2018 kwalificatie                        |                                             |
| 12                                          | 5 september 2017                            | Paraguay – Uruguay                          | 1 – 2                                       | WK 2018 kwalificatie                        |                                             |
| 13                                          | 27 maart 2018                               | Verenigde Staten – Paraguay                 | 1 – 0                                       | Vriendschappelijk                           |                                             |
| 14                                          | 20 november 2018                            | Zuid-Afrika – Paraguay                      | 1 – 1                                       | Vriendschappelijk                           |                                             |
| Als speler bij Newcastle United             |                                             |                                             |                                             |                                             |                                             |
| 15                                          | 22 maart 2019                               | Peru – Paraguay                             | 1 – 0                                       | Vriendschappelijk                           |                                             |
| 16                                          | 26 maart 2019                               | Mexico – Paraguay                           | 4 – 2                                       | Vriendschappelijk                           |                                             |
| 17                                          | 9 juni 2019                                 | Paraguay – Guatemala                        | 2 – 0                                       | Vriendschappelijk                           |                                             |
| 18                                          | 16 juni 2019                                | Paraguay – Qatar                            | 2 – 2                                       | Copa América 2019                           |                                             |
| 19                                          | 19 juni 2019                                | Argentinië – Paraguay                       | 1 – 1                                       | Copa América 2019                           |                                             |
| 20                                          | 23 juni 2019                                | Colombia – Paraguay                         | 1 – 0                                       | Copa América 2019                           |                                             |
| 21                                          | 27 juni 2019                                | Brazilië – Paraguay                         | 0 – 0 (4 – 3 n.s.)                          | Copa América 2019                           |                                             |
| 22                                          | 5 september 2019                            | Japan – Paraguay                            | 2 – 0                                       | Vriendschappelijk                           |                                             |
| 23                                          | 10 september 2019                           | Jordanië – Paraguay                         | 2 – 4                                       | Vriendschappelijk                           | 73'                                         |
| 24                                          | 10 oktober 2019                             | Servië – Paraguay                           | 1 – 0                                       | Vriendschappelijk                           |                                             |
| 25                                          | 14 november 2019                            | Bulgarije – Paraguay                        | 0 – 1                                       | Vriendschappelijk                           | 60'                                         |
| 26                                          | 19 november 2019                            | Saoedi-Arabië – Paraguay                    | 0 – 0                                       | Vriendschappelijk                           |                                             |
| 27                                          | 8 oktober 2020                              | Paraguay – Peru                             | 2 – 2                                       | WK 2022 kwalificatie                        |                                             |
| 28                                          | 13 oktober 2020                             | Venezuela – Paraguay                        | 0 – 1                                       | WK 2022 kwalificatie                        |                                             |
| 29                                          | 12 november 2020                            | Argentinië – Paraguay                       | 1 – 1                                       | WK 2022 kwalificatie                        |                                             |
| 30                                          | 3 juni 2021                                 | Uruguay – Paraguay                          | 0 – 0                                       | WK 2022 kwalificatie                        |                                             |
| 31                                          | 8 juni 2021                                 | Paraguay – Brazilië                         | 0 – 2                                       | WK 2022 kwalificatie                        |                                             |
| 32                                          | 14 juni 2021                                | Paraguay – Bolivia                          | 3 – 1                                       | Copa América 2021                           |                                             |
| 33                                          | 21 juni 2021                                | Argentinië – Paraguay                       | 1 – 0                                       | Copa América 2021                           |                                             |
| 34                                          | 24 juni 2021                                | Chili – Paraguay                            | 0 – 2                                       | Copa América 2021                           | 58' (pen.)                                  |
| 35                                          | 28 juni 2021                                | Uruguay – Paraguay                          | 1 – 0                                       | Copa América 2021                           |                                             |
| 36                                          | 7 oktober 2021                              | Paraguay – Argentinië                       | 0 – 0                                       | WK 2022 kwalificatie                        |                                             |
| 37                                          | 10 oktober 2021                             | Chili – Paraguay                            | 2 – 0                                       | WK 2022 kwalificatie                        |                                             |
| 38                                          | 14 oktober 2021                             | Bolivia – Paraguay                          | 4 – 0                                       | WK 2022 kwalificatie                        |                                             |
| 39                                          | 11 november 2021                            | Paraguay – Chili                            | 0 – 1                                       | WK 2022 kwalificatie                        |                                             |
| 40                                          | 16 november 2021                            | Colombia – Paraguay                         | 0 – 0                                       | WK 2022 kwalificatie                        |                                             |
| 41                                          | 27 januari 2022                             | Paraguay – Uruguay                          | 0 – 1                                       | WK 2022 kwalificatie                        |                                             |
| 42                                          | 1 februari 2022                             | Brazilië – Paraguay                         | 4 – 0                                       | WK 2022 kwalificatie                        |                                             |
| 43                                          | 24 maart 2022                               | Paraguay – Ecuador                          | 3 – 1                                       | WK 2022 kwalificatie                        | 54'                                         |
| 44                                          | 2 juni 2022                                 | Japan – Paraguay                            | 4 – 1                                       | Vriendschappelijk                           |                                             |
| 45                                          | 10 juni 2022                                | Zuid-Korea – Paraguay                       | 2 – 2                                       | Vriendschappelijk                           | 23', 49'                                    |
| 46                                          | 23 september 2022                           | Verenigde Arabische Emiraten – Paraguay     | 0 – 1                                       | Vriendschappelijk                           |                                             |
| 47                                          | 27 september 2022                           | Paraguay – Marokko                          | 0 – 0                                       | Vriendschappelijk                           |                                             |
| 48                                          | 16 november 2022                            | Peru – Paraguay                             | 1 – 0                                       | Vriendschappelijk                           |                                             |
| 49                                          | 18 juni 2023                                | Paraguay – Nicaragua                        | 2 – 0                                       | Vriendschappelijk                           | 62'                                         |
| 50                                          | 7 september 2023                            | Paraguay – Peru                             | 0 – 0                                       | WK 2026 kwalificatie                        |                                             |
| 51                                          | 12 september 2023                           | Venezuela – Paraguay                        | 1 – 0                                       | WK 2026 kwalificatie                        |                                             |
| 52                                          | 12 oktober 2023                             | Argentinië – Paraguay                       | 1 – 0                                       | WK 2026 kwalificatie                        |                                             |
| 53                                          | 17 oktober 2023                             | Paraguay – Bolivia                          | 1 – 0                                       | WK 2026 kwalificatie                        |                                             |
| 54                                          | 7 juni 2024                                 | Peru – Paraguay                             | 0 – 0                                       | Vriendschappelijk                           |                                             |
| 55                                          | 11 juni 2024                                | Chili – Paraguay                            | 3 – 0                                       | Vriendschappelijk                           |                                             |
| 56                                          | 25 juni 2024                                | Colombia – Paraguay                         | 2 – 1                                       | Copa América 2024                           |                                             |
| 57                                          | 28 juni 2024                                | Paraguay – Brazilië                         | 1 – 4                                       | Copa América 2024                           |                                             |
| 58                                          | 2 juli 2024                                 | Costa Rica – Paraguay                       | 2 – 1                                       | Copa América 2024                           |                                             |
| 59                                          | 6 september 2024                            | Uruguay – Paraguay                          | 0 – 0                                       | WK 2026 kwalificatie                        |                                             |
| 60                                          | 10 september 2024                           | Paraguay – Brazilië                         | 1 – 0                                       | WK 2026 kwalificatie                        |                                             |
| 61                                          | 10 oktober 2024                             | Ecuador – Paraguay                          | 0 – 0                                       | WK 2026 kwalificatie                        |                                             |
| 62                                          | 15 oktober 2024                             | Paraguay – Venezuela                        | 2 – 1                                       | WK 2026 kwalificatie                        |                                             |
| 63                                          | 14 november 2024                            | Paraguay – Argentinië                       | 2 – 1                                       | WK 2026 kwalificatie                        |                                             |
| 64                                          | 19 november 2024                            | Bolivia – Paraguay                          | 2 – 2                                       | WK 2026 kwalificatie                        | 71'                                         |

Bijgewerkt op 7 februari 2025.

## Erelijst
| Competitie          |               |               |               |               |
| Competitie          | Aantal        | Jaren         |               |               |
| Cerro Porteño       | Cerro Porteño | Cerro Porteño | Cerro Porteño | Cerro Porteño |
| ------------------- | ------------- | ------------- | ------------- | ------------- |
| Liga Paraguaya      | 1             | 2013 Clausura |               |               |
| Lanús               |               |               |               |               |
| Primera División    | 1             | 2016          |               |               |
| Atlanta United      |               |               |               |               |
| Major League Soccer | 1             | 2018          |               |               |